# Đuôi chồn lá nhọn
Đuôi chồn lá nhọn hay hầu vĩ nhọn (danh pháp hai phần: Uraria acuminata) là một loài thực vật có hoa trong họ Đậu. Loài này được Kurz miêu tả khoa học đầu tiên.